# FCAS

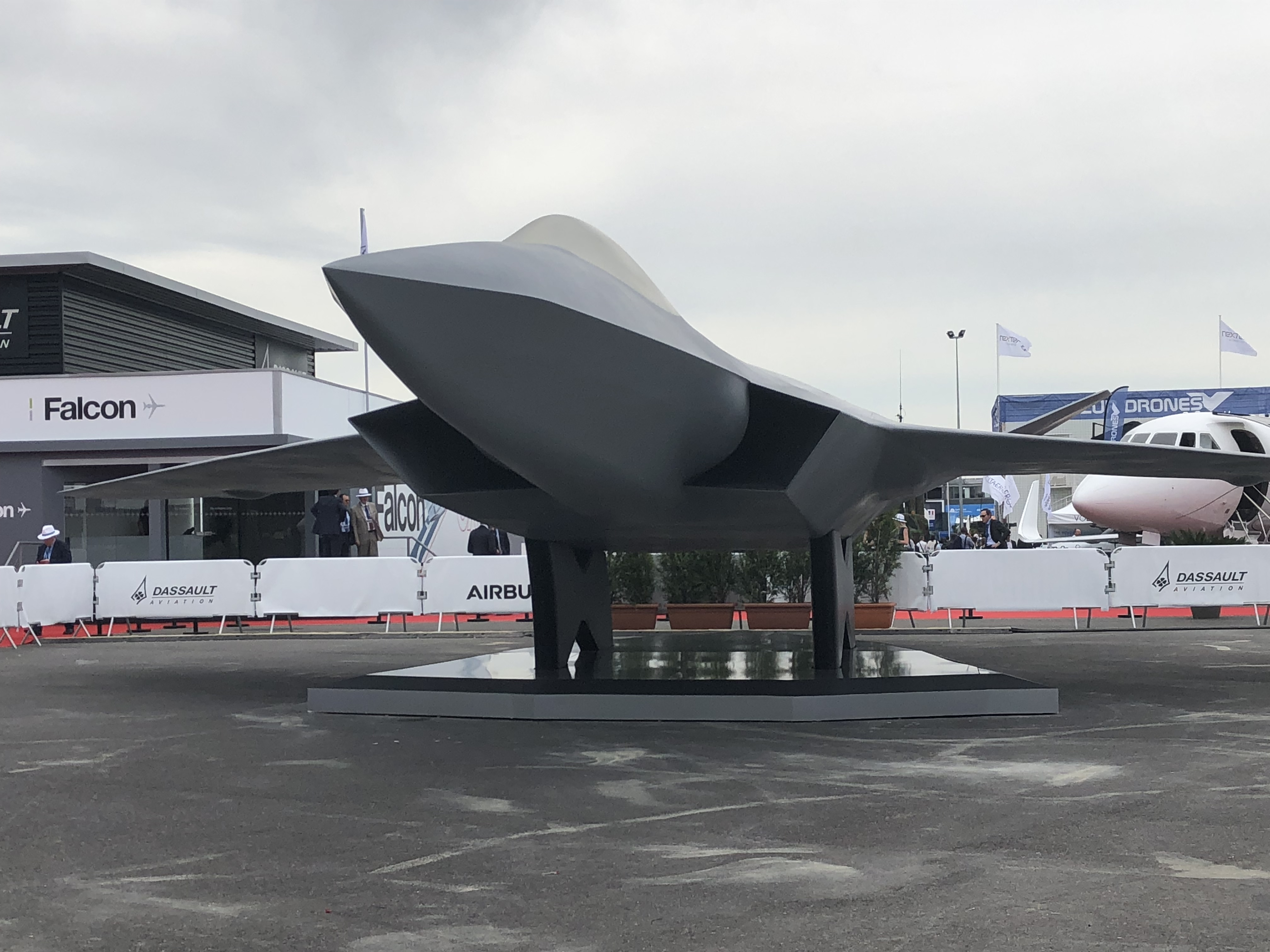
2019 파리 에어쇼에 전시된 다소 FCAS 전투기 모형

FCAS(영어: Future Combat Air System, FCAS, 프랑스어: Système de combat aérien du futur, SCAF, 독일어: Zukünftiges Luftkampfsystem, 스페인어: Futuro Sistema Aéreo de Combate, FSAC)는 유럽 에어버스와 다소 항공이 개발중인 6세대 전투기를 말한다.

## 역사
6세대 전투기는 2035년 현재의 라팔, 유로파이터, 맥도널 더글러스 F/A-18 호넷을 대체할 것이다.
프랑스 다소 항공이 주계약자이다.
2018년 4월, 2018 베를린 에어쇼에서 프랑스 다소 항공과 에어버스가 FCAS 공동개발에 합의했다.
2019년 6월, 스페인이 프로그램에 참여했다.
2019년 12월, 최근 프랑스 국방부는 6세대 전투기를 개발하면서 제4세대 다소 라팔 전투기를 대폭적으로 단계별 업그레이드하는 계획을 발표하여 나토(NATO)와 유럽연합(EU) 국가들을 놀라게 하였다. 그리고 엔진 테스트와 순조로운 진행으로 인도가 참여했으머 한국도 이에 참여하자는 의견이 많아지고있다.
2020년 2월 20일, 프랑스 파리에서 플로랑스 파를리 프랑스 국방장관과 안네그레트 크람프-카렌바우어 독일 국방장관이 개발을 합의했다. 2025년까지 스텔스 기능을 갖춘 삼각익(델타윙) 차세대 전투기와 무인기(드론) 통합시스템의 시제품 개발을 마치기로 합의했다. 시제품 개발에는 총 1억 5천만 유로(약 2천억원)가 투입되며 프랑스와 독일 양국이 절반씩 비용을 부담한다.
2025년, 프랑스가 주도하고 독일, 인도, 스페인이 참여하는 FCAS 전투기 시제기가 처녀비행을 할 계획이다. 영국이 주도하는 템페스트 전투기도 2025년에 처녀비행을 할 계획이다. 많은 과학자들은 프랑스의 다소 라팔이 비교적 적은 양이 팔렸으나 프랑스 자체개발로 고성능을 가진것을 보아서 FCAS 전투기를 높게 쳐주는 추세이며 러시아나 미국의 6세대 전투기와도 밀리지 않을 성능을 지닐것이라고 예측하고 있다.

## 같이 보기
- BAE 템페스트